# Бела тишина
Бела тишина је 64. епизода стрип-серијала Кен Паркер. Објављена је у бр. 2 серијала Кен Паркер издавачке куће System Comics у априлу 2003. године (заједно са епизодом Дивљаци). Имала је 49 страна (стр. 3–52). Свеска је коштала 99 динара (1,72 $; 1,55 €). Епизоду је нацртао Иво Милацо, а сценарио написао Ђанкарло Берарди. За насловницу је узета насловна страна првог броја Кен Паркер магазина, који је у Италији објављен у јуну 1992. године.

## Оригинална епизода
Оригинална епизода је објављена у Кен Паркер магазину у јуну 1992. године под називом Silencio bianco.

## Кратак садржај
У зиму 1880. године, негде близу границе са САД, Кен наставља свој пут на север Канаде заједно са Индијанцем Камусом. Алек Браун, који је очигледно погинуо на планинама Месаби, више им није за петама. Међутим, то не значи да нико није заинтересован за награду која је расписана за Кенову главу. (Награда за Кена сада износи 5.000 долара, док је на почетку износила 2.000 долара (ЛМС-792)).
Кен и Камус проналазе девојку по имену Фани, која тврди да ју је у дивљини оставио власник позоришне трупе који јој је обећао аранжман. Камус од почетка не верује Фани, док се Кен замало упустио у сексуални однос с њом. На крају се испоставља да је Камус био у праву, те да је Фани ловац на главе која јури Кена. Камус умире од рана, док Кен оставља Фани усред недођије и одлази у непознатом правцу са псима и саоницама.

## Реприза епизоде у Србији
Епизода је репризирана у оквиру обновљене едиције Лунов магнус стрипа у #1031, која је изашла 16. априла 2024. године под истоименим насловом. Едицију је обновила издавачка кућа Голконда.